# Člověk v tísni
Člověk v tísni (anglicky People in Need) je česká humanitární, rozvojová, vzdělávací a lidskoprávní organizace vycházející z myšlenek humanismu, svobody, rovnosti a solidarity. Je to obecně prospěšná společnost, jejímž ředitelem je Šimon Pánek. Svou činnost začínala v roce 1992 pod názvem Nadace Lidových novin, pod současným názvem funguje od roku 2007.

## Přehled činnosti
Člověk v tísni v současné době působí ve více než čtyřiceti zemích světa, kde poskytuje humanitární a rozvojovou pomoc. V nesvobodných režimech podporuje obhájce lidských práv. V Česku pomáhá při povodních či tornádech, nabízí dluhové poradenství, terénní sociální práci a další sociální služby. V rámci projektu Jeden svět na školách poskytuje školám výukové materiály, pro pedagogy i veřejnost provozuje online vzdělávací kurzy a pořádá mezinárodní filmový festival o lidských právech Jeden svět. 

## Historie

### 1992–1994
Organizace vznikla roku 1992 okolo novinářů Jaromíra Štětiny a Šimona Pánka, kteří spolu s dalšími dobrovolníky zorganizovali pod hlavičkou Lidových novin humanitární pomoc pro obléhaný Náhorní Karabach. Nadace LN také vypravila několik kamionů do válečné Bosny a uspořádala Týden pro Bosnu. Na tyto aktivity v roce 1993 navázala sbírka SOS Sarajevo. Ve spojení s Katolickou charitou vypravila Nadace LN také náklad léků a potravin do Somálska trpícího hladomorem a občanskou válkou. V tomtéž roce byla poprvé udělena cena Homo homini, a to ruskému vědci a politikovi Sergeji Kovaljovi za mobilizaci veřejného mínění proti válce v Čečensku.

### 1994–1999
Roku 1994 přešel tým pod Nadaci Člověk v tísni při České televizi. V tomto roce zahájila organizace svou práci v Čečensku. Zahájila také program pro krajany, kteří se začali do ČR vracet z Kazachstánu, Uzbekistánu či Ruska. V následujícím roce začala podporovat krajanské komunity v rumunském Banátu.
Při záplavách na Moravě roku 1997 zajišťoval Člověk v tísni dodávky jídla, pitné vody, hygienických potřeb a zdrojů světla, koordinoval dobrovolníky a po opadnutí vody pomáhal s čištěním studní a vysoušením domů. Pomáhal i při povodních v roce 2002, 2006, 2009 a 2010. Roku 1998 bylo založeno Běloruské centrum pro poskytování nezávislých informací o Lukašenkově diktatuře a monitorování porušování lidských práv v Bělorusku. Byla poskytnuta pomoc obyvatelům po sesuvech půdy v Moldavsku a byla zahájena humanitární pomoc ve válkou zmítaném Kosovu. Roku 1999 byl založen filmový festival Jeden svět a pokračovala pomoc kosovským uprchlíkům v Černé Hoře.

### 1999–2007
V roce 1999 se organizace přejmenovala na Člověk v tísni - společnost při České televizi. Pod tímto názvem fungovala do roku 2007. Od roku 1999 Člověk v tísni pomáhá v České republice lidem žijícím v sociálním vyloučení a chudobě. Nejdříve pracoval v oblasti vyloučených lokalit, kde začal s bezplatnou sociální terénní prací, tedy především s asistencí a poradenstvím v oblasti bydlení, zadluženosti a nezaměstnanosti. V následujících letech nabídku rozšířil o pracovní a právní poradenství, doučování, službu sociálního asistenta policie a o nízkoprahová zařízení pro smysluplné trávení volného času dětí z chudých rodin. Roku 2002 byla založena stálá mise v Afghánistánu, v následujícím roce potom v Iráku. Roku 2004 proběhl první ročník sbírky Postavme školu v Africe a je vyhlášena sbírka na pomoc po zemětřesení v jihovýchodním Íránu. Člověk v tísni tak stále rozšiřoval svůj záběr, působil na stálých misích, poskytoval humanitární pomoc při válečných konfliktech, zemětřeseních, záplavách či tsunami na Srí Lance v roce 2005, pořádal vzdělávací a osvětové akce atd. 

### 2007–současnost

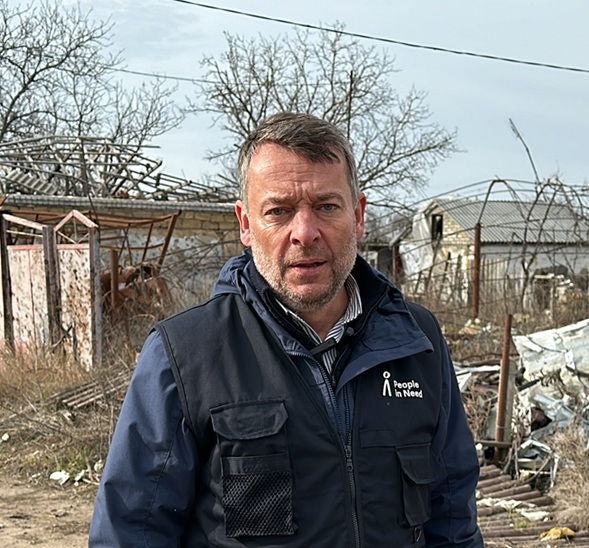
Šimon Pánek na Ukrajině v roce 2024

Od roku 1999 do současnosti se organizace věnuje také nelegální lichvě a trhu tzv. rychlých půjček poskytovaných nebankovními společnostmi i zavedenými bankovními domy. V roce 2010 proto Člověk v tísni navázal spolupráci s Českou bankovní asociací a společně obě instituce dosáhly odstranění neférových podmínek úvěrových smluv u všech českých bank – tzv. rozhodčích doložek. V roce 2011 završili pracovníci Člověka v tísni několikaletou analýzu trhu nebankovních půjček a zahájili další, která se věnuje problematice vymáhání dluhů. V roce 2011 také završil skoro tříletou kampaň Index predátorského úvěrování. Díky kampani drtivá většina společností pozměnila podmínky poskytování úvěrů. Největší tragédií v historii organizace se stal útok neznámých ozbrojenců na kanceláře Člověka v tísni v afghánském okrese Zaré 3. června 2015, při němž bylo zastřeleno 5 humanitárních pracovníků, 2 neozbrojení hlídači a 2 řidiči.
Od jara 2021 do léta 2023 probíhala Sbírka SOS Svět Člověka, jež sloužila k pomoci nejzranitelnějším lidem z rozvojových zemí, kteří se kvůli pandemii covidu-19 ocitli v ještě tíživější situaci. Prostřednictvím sbírky SOS svět Člověk v tísni vybíral peníze na zajištění ochranných pomůcek, potravin, pitné vody a hygienických potřeb, na podporu zdrojů obživy a vzniku nových pracovních příležitostí. Celkem se podařilo vybrat 10 milionů korun. Největší část z vybraných peněz putovala do Nepálu, kde během pandemie zemřelo více než 12 tisíc lidí, tisíce lidí přišly o práci a mnoho rodin se tak ocitlo bez příjmu. Kromě humanitární pomoci se Člověk v tísni podílel i na systémovém řešení krize, například spoluprací s místní institucí, která zajišťovala web s aktuálními informacemi o covidu-19. Kromě Nepálu pomáhaly peníze českých dárců zvládnout krizi také v Sýrii, Myanmaru, Etiopii, Angole a Zambii.
Roku 2020 Člověk v tísni vyhlásil sbírku SOS Česko na pomoc nejohroženějším skupinám, které se kvůli pandemii covidu-19 ocitly v tíživé ekonomické situaci. Pracovníci a dobrovolníci pomáhali živnostníkům, samoživitelkám, sociálně slabým, lidem v insolvenci nebo těm, kteří přijdou o práci. V urgentních případech pomáhal Člověk v tísni zajišťovat i potravinovou pomoc potřebným rodinám, a to ve spolupráci s potravinovými bankami a dalšími organizacemi. V současnosti sbírka pokračuje jako pomoc lidem, na něž dopadají důsledky energetické krize a inflace. Těm Člověk v tísni nabízí zejména dluhové poradenství a zprostředkování státního příspěvku na bydlení.

## Činnost

### Humanitární a rozvojová pomoc
Člověk v tísni pomáhá lidem zasaženými válečnými krizemi, přírodními katastrofami i těm, kteří žijí dlouhodobě v chudobě. Zabývá se i dlouhodobými problémy, jako je nedostupnost kvalitního vzdělání a zdravotní péče, nebo degradací životního prostředí. Humanitární a rozvojovou pomoc poskytl Člověk v tísni ve více než 50 zemích Evropy, Asie a Afriky. V rámci svých rozvojových projektů se organizace zaměřuje na zajištění základních životních potřeb (voda, zdravotnictví, vzdělávání, obživa) a na podporu vytváření sociálních programů, rozvoj místního podnikání a podporu občanské společnosti a dobrého vládnutí.

#### Ukrajina
Válečný konflikt vyvolaný ruskou invazí v únoru 2022 uvrhl do humanitární krize miliony obyvatel Ukrajiny. Člověk v tísni, který na Ukrajině působí od roku 2003, započal hned v první den ozbrojeného konfliktu organizovat humanitární pomoc pro útokem postižené oblasti. Ve spolupráci s dopravními partnery byl zřízen vlakový most mezi Ukrajinou a Prahou, který pomohl s logistikou a koordinací pomoci. První kamiony se základními a trvanlivými potravinami, léky, zdravotnickým materiálem, spacáky, matracemi, hygienickými potřebami a výživou pro děti vyrazily na Ukrajinu už dva dny po začátku války. Celkem bylo vypraveno 66 kamionů a 17 vlaků obsahujících humanitární pomoc.
Člověk v tísni založil sbírku SOS Ukrajina, díky které mohla finančně pomoci také veřejnost. Tato sbírka se stala nejúspěšnější sbírkou za dobu fungování organizace, přispělo na ni již přes půl milionu individuálních dárců celkovou částkou přesahující 2,45 miliardy korun, institucionální dárci přispěli více než třemi miliardami korun. Za účelem párování nabídky a poptávky pomoci spustil Člověk v tísni portál Pomáhej Ukrajině, a to ve spolupráci s Konsorciem nevládních organizací pracujících s migranty. V důsledku pokračujících bojů byla poškozena ukrajinská infrastruktura a statisíce lidí se ocitly bez vody a elektřiny. Člověk v tísni proto na východě země zajistil dodávku vody. Po zničení Kachovské přehrady zajistil okamžité dodávky pitné vody a hygienických potřeb do zasažených oblastí.
Finančně podporuje Člověk v tísni místní partnery z řad nevládních organizací, kteří zajišťují distribuci základních potravin, pitné vody nebo hygienických potřeb. Tisícům rodin Člověk v tísni pomohl přímou finanční podporou nebo zajištěním materiálu a základních oprav pro jejich domovy. Na Ukrajině také zrenovoval nebo vybavil 179 kolektivních center pro vnitřní uprchlíky. Klíčová je také psychologická pomoc, kterou Člověk v tísni zajišťuje skrze psychosociální týmy a telefonickou help linku. Finanční a psychologická podpora putuje také do škol, k novinářům nebo k lidskoprávním aktivistům. Pomoc je poskytována také válečným uprchlíkům v České republice, v Moldavsku, Gruzii a Arménii, a to zejména v oblasti vzdělávání, sociální práce a poradenství. Člověk v tísni se také podílí na dokumentování válečných zločinů a zločinů proti lidskosti spáchaných na Ukrajině.

#### Sýrie
V Sýrii probíhá největší humanitární krize současnosti, situaci navíc zhoršilo drtivé zemětřesení na hranicích s Tureckem v únoru 2023 i navracení obyvatel po ukončení občanské války v prosinci 2024. Člověk v tísni v regionu pomáhá od roku 2012. Humanitární či jinou pomoc poskytuje každý měsíc přes 900 tisícům lidí. Pracovníci Člověka v tísni se zde věnují podpoře vzdělávání, ochraně dětí, zajišťování základních potravin, přístřeší a hygienických potřeb. Zároveň také podporují místní obyvatele v zemědělské a jiné hospodářské činnosti, opravují zdroje vody a infrastrukturu.

#### Irák
Od roku 2003 působí Člověk v tísni také v Iráku. Na jihu země během války pomáhal s obnovou zdravotnických zařízení a podporoval místní samosprávy a občanskou iniciativu. Po začátku občanské války v roce 2014 se zaměřil na humanitární pomoc na severu země, kde pomohl více než 557 000 lidí. Po ukončení bojů v roce 2017 se situace postupně zlepšuje. V současné době se v Iráku tým Člověka v tísni zaměřuje na vzdělávání, podporu podnikání, zajištění vody, sanitaci, hygienu a obnovitelné zdroje energie.

#### Afghánistán
V Afghánistánu působí Člověk v tísni od roku 2001 a za tu dobu pomohl více než dvěma milionům lidí. Po převzetí moci Tálibánem se podmínky pro působení humanitárních organizací zhoršily, i přesto Člověk v tísni v zemi zůstal. Za rok 2023 poskytl pomoc téměř čtvrt milionu lidí formou potravinové pomoci, oprav vodních zdrojů a latrín, zřizování a provozování komunitních škol, školení učitelů či umožnění opravení a vybavení domů. Pomáhá zemi vyrovnávat se s klimatickou změnou, ekonomickým propadem či nucenými návraty afghánských uprchlíků z okolních zemí.

#### Afrika
V Africe má Člověk v tísni dlouhodobě pracovníky v Etiopii, Angole, Zambii a v Demokratické republice Kongo. Tyto země patří mezi nejchudší na světě, trpí rozvrácenou politickou i společenskou situací a čelí důsledkům občanských válek a klimatické změny. V Etiopii působí Člověk v tísni od roku 2003, v DR Kongo od roku 2008 a do Zambie svou činnost rozšířil v roce 2017. Mezi jeho hlavní projekty zde patří podpora vzdělávání a stavba škol (podporovaná penězi z veřejné sbírky Postavme školu v Africe), zajišťování přístupu k pitné vodě, spolupráce na udržitelných formách zemědělství či boj s podvýživou.
V roce 2023 organizace pomáhala také v Jemenu, v Súdánu, kde vypukla občanská válka, v Libyi zasažené bouří Daniel a v Maroku zasaženém zemětřesením.

#### Balkán
Člověk v tísni má své humanitární mise také v Bosně a Hercegovině, Srbsku, Kosovu a Severní Makedonii. Dnes je pomoc zaměřena na rozvoj veřejných institucí a občanské společnosti. V Kosovu Člověk v tísni pomáhá zejména s podporou ohrožených skupin obyvatel a vzděláváním mládeže.

#### Další rozvojové projekty
Mezi další lokality, do nichž směřuje humanitární a rozvojová pomoc Člověka v tísni, patří Moldavsko, Rumunsko, Gruzie, Turecko, Arménie, Filipíny, Myanmar, Kambodža, Mongolsko či Nepál. Pomoc nereaguje pouze na aktuální krize, jako jsou ozbrojené konflikty nebo přírodní katastrofy, ale je zaměřena na dlouhodobé zlepšování životní úrovně obyvatel a hospodářské, politické i společenské situace v zemích.

#### Skutečný dárek a Skutečná pomoc
Skutečný dárek je dlouhodobě fungující projekt financující rozvojovou pomoc, spuštěn byl v roce 2009. Certifikát, který lze zakoupit v e-shopu Skutečný dárek, zajistí pomoc potřebným, například ve formě slepice, zemědělského nářadí či sazenic. Přispět lze ale například také na stavbu či opravu vodních zdrojů, zajištění lékařské péče či bezpečnějšího porodu, zakoupení školních pomůcek pro děti nebo ekologické bioplynárny. Skutečná pomoc je sbírka na dlouhodobou koncepční rozvojovou pomoc v zemích třetího světa. Z výtěžku sbírky Člověk v tísni staví především školy a nemocnice, buduje zdroje pitné vody v suchých oblastech nebo podporuje drobné rolníky, aby dokázali uživit své rodiny.

### Podpora lidských práv
Centrum pro lidská práva a demokracii Člověka v tísni pracuje v zahraničí a věnuje se zejména podpoře lidí a skupin, kteří se v zemích s represivními režimy potýkají s perzekucemi, pronásledováním, šikanou, či jsou vězněni kvůli svým názorům nebo aktivitám, zpravidla nezávislým na státní moci.
Člověk v tísni působí na poli lidských práv od konce devadesátých let. Organizace poskytuje komplexní ochranu občanským aktivistům a jejich rodinám (přemístění do bezpečí, psychosociální pomoc, bezpečnostní školení), podporuje rozvoj organizací a nezávislých občanských iniciativ (vzdělávací aktivity, sdílení zkušeností, podpora novinářů) a vyvíjí advokační činnost (pořádání akcí, debat a kampaní, monitorování a dokumentace porušování lidských práv). Člověk v tísni je členem konsorcia neziskových organizací Lifeline, každoročně uděluje cenu Homo homini osobnostem, které se významně podílely na rozvoji lidských práv, a pořádá festival filmů s lidskoprávní tematikou Jeden svět.
Centrum pro lidská práva a demokracii pracuje v několika diktaturách a také několika zemích, kde se zkušenost s přechodem k demokracii v některých aspektech podobá té české. V současnosti realizuje programy ve východní Evropě (v Ázerbájdžánu, Bělorusku, Moldavsku a na Ukrajině), v Latinské Americe (na Kubě, ve Venezuele, v Ekvádoru, Hondurasu a v Nikaragui) v Egyptě, Libyi, Vietnamu a ve Střední Asii.
Ruské ministerstvo spravedlnosti zařadilo v listopadu 2019 organizaci Člověk v tísni na seznam organizací, které jsou v Rusku nežádoucí. Ministr zahraničí ČR Tomáš Petříček k tomu kroku uvedl, že zákaz lidskoprávní organizace v Rusku svědčí o špatném stavu lidských práv v zemi. Člověk v tísni však nadále poskytuje podporu ruským aktivistům v exilu. V roce 2023 založil Člověk v tísni na podporu lidskoprávních aktivistů a organizací veřejnou sbírku SOS Svoboda, v níž se během prvních čtyř měsíců nashromáždily téměř 2 miliony Kč.

### Sociální práce a poradenství v ČR

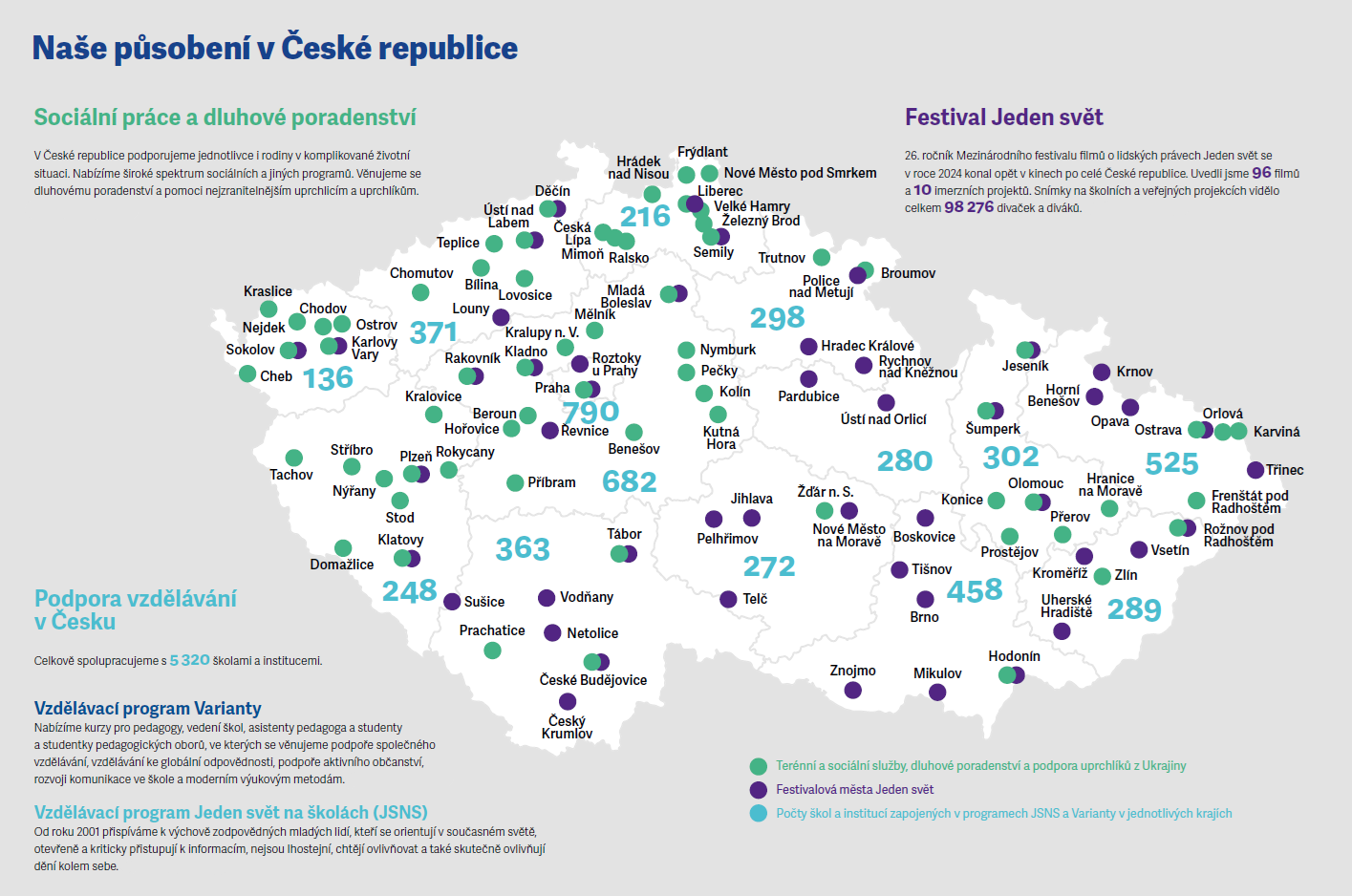
Působení organizace Člověk v tísni v Česku v roce 2024

V současnosti působí Člověk v tísni v různé míře ve 13 krajích ČR. Pomoc dospělým má podobu terénní sociální práce, odborného sociálního poradenství, sociálně aktivizační služby pro rodiny s dětmi, dluhového poradenství, pomoci obětem trestných činů, resocializačních programů a pomoci uprchlíkům.
Pomoc dětem a mládeži je realizována prostřednictvím předškolních klubů a nízkoprahových center, doučování a mentoringu, kariérního poradenství, poskytování retrostipendií či sbírky počítačů.
Člověk v tísni se v posledních letech také zabývá analytickou činností a podporou systémových změn zejména v problematice zadlužení.

#### Dluhové poradenství
V roce 2019 spustil Člověk v tísni aplikaci Doložkomat, která rozpozná nezákonné exekuce. V případě, že je exekuce vedena na základě rozhodčího nálezu a lze ji zastavit, připraví aplikace návrh na zastavení exekuce.
Dvakrát ročně Člověk v tísni zveřejňuje analýzu úvěrů pod názvem Index odpovědného úvěrování, s cílem kultivace trhu s úvěry a informování potenciálních klientů. Index dělí bankovní i nebankovní společnosti do pěti skupin pomocí parametrů, jako jsou náklady, transparentnost, klientská vstřícnost a zkoumání úvěruschopnosti.
Rozcestníkem pomoci je pak webová stránka Jak přežít dluhy, nabízející například mapu poraden nebo tipy, jak vyjít s penězi, jak zažádat o oddlužení apod.

#### Terénní sociální práce
Člověk v tísni pomáhá lidem v situacích, jako jsou nevyhovující nebo nestabilní bydlení, dlouhodobá nezaměstnanost, zadluženost, potíže s výchovou či péče o děti. Pracovníci ČvT docházejí ke klientům, doprovázejí je na úřady, učí je samostatnému hledání řešení, případně jim zprostředkovávají další odbornou pomoc. Tyto služby jsou organizací poskytovány v Karlovarském, Ústeckém, Libereckém, Plzeňském, Středočeském a Olomouckém kraji a v Praze. V roce 2023 bylo v rámci terénních sociálních služeb podpořeno 10 tisíc jednotlivců a rodin. Organizace se též zasazuje o pozitivní systémové změny, například v rámci nového zákona o podpoře bydlení.

#### Nízkoprahové a předškolní kluby
Člověk v tísni provozuje 7 nízkoprahových klubů, které umožňují dětem a mládeži z nepodnětného prostředí smysluplně trávit volný čas. Pracovníci vedou děti také k tomu, aby nechodily za školu a neukončovaly předčasně školní docházku. Ve všech věkových skupinách se pak zaměřují na prevenci závislostí.
Sociálně znevýhodněným dětem ve věku 3-5 let jsou určeny předškolní kluby, které je připravují na docházku do mateřské nebo základní školy. Děti zde získávají základní vědomosti a dovednosti, na nichž mohou později dále stavět.

#### Doučování a mentoring
Člověk v tísni nabízí dětem, které nemají potřebnou podporu doma, individuální doučování prostřednictvím dobrovolníků. Díky němu mají děti lepší prospěch, ale také se více zajímají o své vzdělávání. V Praze pak organizace začala i s mentoringem pro dospívající.

### Informační a vzdělávací programy

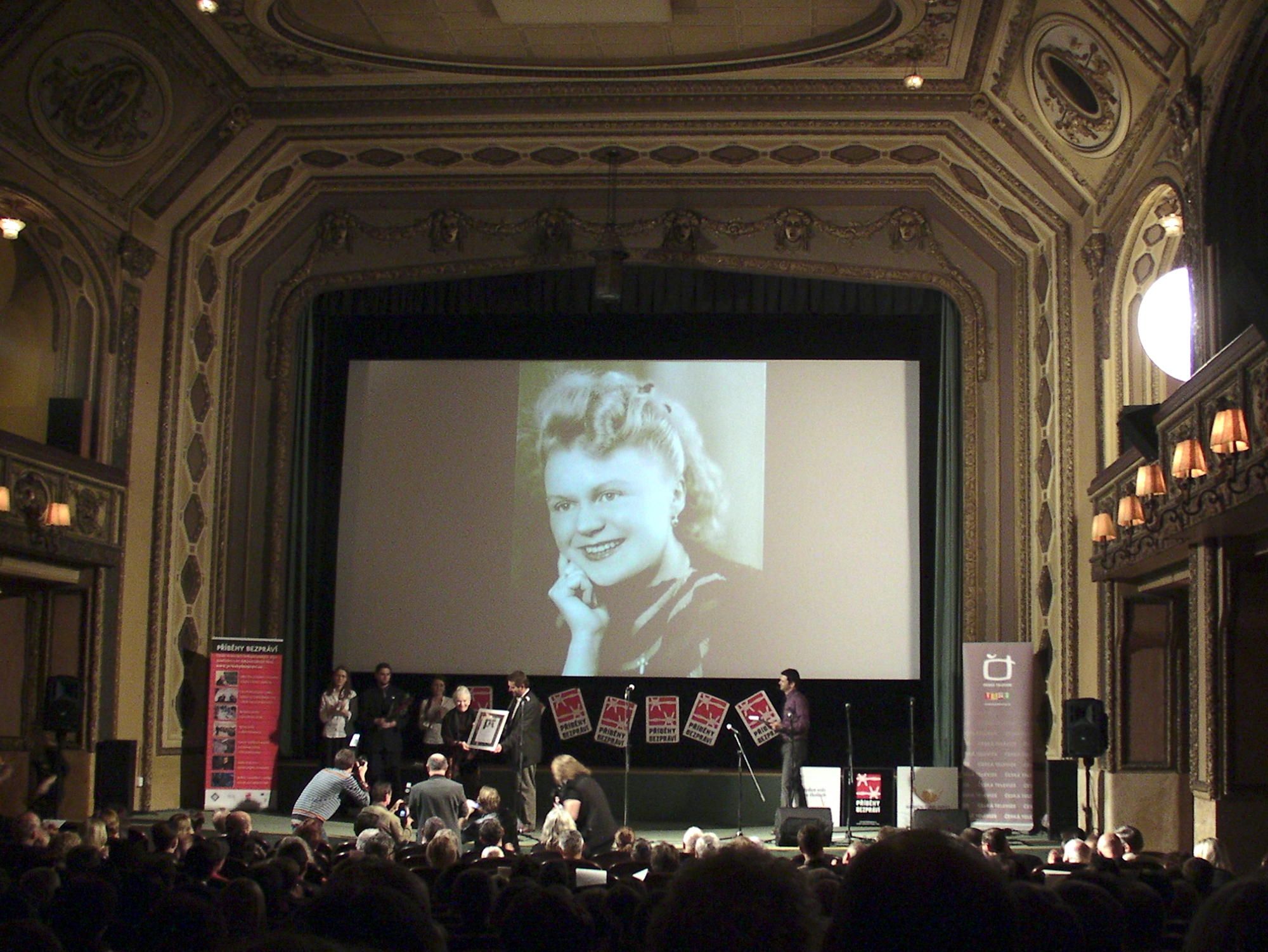
Zahájení Příběhů bezpráví 2011. Hana Truncová přebírá Cenu Příběhů bezpráví za odvážné postoje a činy v období komunistického režimu.

Vzdělávací programy společnosti Člověk v tísni se zaměřují nejen na studenty a pedagogy českých škol, ale i na širokou veřejnost. Témata jako chudoba, globalizace, migrace nebo multikulturalismus jsou těmto skupinám přibližována prostřednictvím krátkodobých či dlouhodobých seminářů a didaktických materiálů, jako jsou příručky nebo sady dokumentárních filmů.
Vzdělávací program Jeden svět na školách (JSNS) vznikl v roce 2001 a nabízí učitelům základních a středních škol filmy, interaktivní kurzy a materiály pro výuku mediálního vzdělávání, lidských práv, moderních československých dějin či občanského aktivismu. Program rozvíjí u žáků kritické myšlení, schopnost diskuze či emoční inteligenci. Provádí také průzkumy a šetření, pořádá Studentské volby či uděluje cenu Gratias tibi, která oceňuje občanskou aktivitu mladých lidí.
Studentské volby probíhají od roku 2010 a jedná se o vzdělávací a aktivizační projekt pro studenty středních škol, kteří z větší části ještě nemohou volit. Probíhají před termínem skutečných voleb na různých úrovních a díky své vypovídající hodnotě o politických názorech mladých jsou mediálně sledované. Studentských voleb do Evropského parlamentu 2024 se zúčastnilo 265 škol z celé ČR.
Cena Gratias Tibi je udělována od roku 2014 ve třech věkových kategoriích mladým lidem do 30 let za zapojení do okolního dění a proměnu svého okolí k lepšímu.
Dalším projektem v programu JSNS jsou Příběhy bezpráví. Projekt vznikl v roce 2005 a školám poskytuje filmy a další materiály k výuce moderních československých dějin a zprostředkovává besedy s pamětníky. Organizuje také semináře pro pedagogy a výstavy pro veřejnost, publikuje knihy a uděluje Cenu Příběhů bezpráví.
Program Varianty vznikl stejně jako program JSNS v roce 2001 a je zaměřen zejména na podporu inkluze, moderní výukové metody či klimatické vzdělávání. Pedagogům poskytuje v těchto oblastech kurzy, metodické materiály a poradenství.
Roku 2006 organizace spustila mezinárodní program Světová škola, v rámci něhož podporuje zapojené školy při výuce globálních témat a pořádání akcí směřujících k řešení globálních problémů. Držiteli ocenění Světová škola je v současnosti 137 českých škol.
Člověk v tísni informuje také širokou veřejnost, např. v projektu Migrace v souvislostech poskytuje data o migraci a životě cizinců v ČR a předkládá médiím informace o migraci z různorodých a ověřených zdrojů formou reportů.

### Festival Jeden svět
Od roku 1999 pořádá Člověk v tísni Jeden svět, mezinárodní filmový festival o lidských právech. Festivalové projekce se konají v desítkách měst po celé republice a také na českých základních a středních školách. Jedná se o největší dokumentární festival s tematikou lidských práv na světě. Jeden svět získal v roce 2007 čestné uznání UNESCO za výchovu k lidským právům. V rámci festivalu se každoročně uděluje ocenění Homo Homini osobnostem, které se významně zasloužily o prosazování lidských práv, demokracie a nenásilného řešení politických konfliktů.

### Ochrana klimatu a krajiny
Po tornádu na Moravě v roce 2021 začal Člověk v tísni kromě materiální pomoci zasaženým domácnostem pomáhat také s obnovou zahrad, sadů, vinic a polí či výsadbou alejí, parků a další zeleně. Na základě zkušeností s rozvojovou pomocí v zahraničí pak v rámci ČR rozvinul několik projektů pro zvýšení zdraví krajiny, například při boji se suchem, nízkou biodiverzitou či hrozbou povodní. Organizace se také snaží o celkové snižování dopadů své práce na životní prostředí.

## Financování
Rozpočet Člověka v tísni je financován z několika zdrojů. V roce 2023 mezi hlavní zdroje příjmů Člověka v tísni patřily především zahraniční státní rozpočty (36%), prostředky EU (Evropská komise a delegace EU, 27%), dary od jednotlivců a firem (11%), prostředky agentury OSN a ostatních mezivládních organizací (9%), vlastní výnosy (6%), dary nadací a nevládních organizací (4%), státní rozpočet ČR (4%), místní rozpočty (2%) a operační programy (1%). Některé aktivity Člověka v tísni jsou financovány za podpory pravidelných dárců a to zejména díky projektům Skutečná pomoc, Skutečný dárek a Klub přátel Člověka v tísni. Po nástupu Donalda Trumpa na prezidentský post v USA v roce 2025 došlo k prudkému omezení zdrojů financí zejména na lidskoprávní projekty.

## Členství v mezinárodních organizacích
Člověk v tísni je členem mezinárodní platformy humanitárních organizací Alliance2015, která na různých úrovních kooperuje při boji s chudobou a zvyšování účinnosti humanitární pomoci. Snaží se také přispívat ke zvyšování odolnosti komunit a ovlivňovat humanitární a rozvojovou politiku v Evropě. Člověk v tísni je členem organizací a sdružení jako FoRS, CONCORD VOICE, Calp, EISF, INEE a dalších.

## Kritické ohlasy v médiích
V souvislosti se svou činností v Rusku (Čečensku a Ingušsku) byla organizace a její představitelé roku 2005 spolu s řadou dalších NGOs a OSN obviněna ruským týdeníkem Argumenty i fakty ze soustavné podpory čečenského separatismu a terorismu. Organizace Člověk v tísni tato obvinění odmítla. V témže roce Rusko organizaci vyhostilo, o dva roky později, v roce 2007, jí ale činnost v Čečensku a Ingušsku povolilo.
V roce 2008 organizoval Člověk v tísni kampaň „NEOnácek: Chcete ho?“, která vystupuje proti neonacismu. Kampaň byla kritizována pro svůj obsah osobnostmi z různých částí politického spektra. V reakci na tuto kampaň vznikla internetová kampaň „Imigranti: Chcete je?“, která prezentovala opačný postoj, podle jehož zastánců riziko pro českou společnost nepředstavuje neonacismus, který je okrajovým a přeceňovaným jevem, ale masivní imigrace.
V březnu 2009 informoval Štěpán Kotrba o tom, že v lednu 2006 byla organizace Člověk v tísni obviněna na půdě OSN kubánským zastupitelem v jednání Ekonomické a sociální rady OSN (ECOSOC), že lhala v informacích poskytnutých výboru a je využívána vládou České republiky k plnění úkolů směřujících k destabilizaci, získávání nových politických přívrženců a z propagování změny režimu v různých zemích. Po protikubánské demonstraci v Praze v říjnu 2003 Štěpán Kotrba podal v souvislosti s údajnou politickou angažovaností ČvT stížnost Radě České televize.
Podle autorů Britských listů není Člověk v tísni jen humanitární, ale především politická organizace řízená současnými i bývalými politiky. Podle Britských listů se organizace Člověk v tísni v některých konfliktech nechovala apoliticky a podporovala jen ty potřebné, kteří jsou „na správné straně barikády“. Například v kosovském konfliktu podporovala strádající Albánce, ale ne Srby, v konfliktu v Jižní Osetii podporovala potřebné Gruzínce, ale ne Osety.
V listopadu 2019 Rusko zařadilo organizaci Člověk v tísni na seznam nežádoucích organizací. Člověk v tísni se stal devatenáctou zahraniční či mezinárodní organizací, jejíž působení bylo v Rusku zakázáno. Podle organizace Ruská federace potlačuje základní lidská práva a svobody. Jakékoli tendence proti režimu potlačuje. Zákaz lidskoprávních institucí není výjimkou. Ruští občané v organizacích nesmějí působit ani s nimi spolupracovat pod hrozbou až šestiletého vězení.
V lednu 2020 redaktorka Lenka Zlámalová v článku v týdeníku Echo kritizovala kurz o změně klimatu Člověka v tísni za to, že způsobuje u mladých lidí strach z ekologické katastrofy. Organizace se proti kritice vymezila s tím, že Lenka Zlámalová článek napsala, aniž by kurz viděla. Lekce je založená na vědeckých poznatcích týkající se klimatických změn, nikoli na politickém aktivismu.
V dubnu 2024 otevřel Člověk v tísni sbírku SOS Gaza. Výtěžek sbírky je věnován na psychologickou péči o děti v ostřelovaném Pásmu Gazy prostřednictvím organizace War Child. Tato pomoc vyvolala nevoli nejen na sociálních sítích, ale i mezi významnými osobnostmi, jako je například fotograf Jan Šibík, s tvrzením, že téměř všichni obyvatelé Pásma Gazy jsou podporovateli Hamásu, nebo moderátor ČT Jakub Železný, obávající se možného zneužití této pomoci Hamásem.